# Antoni Kołodziej

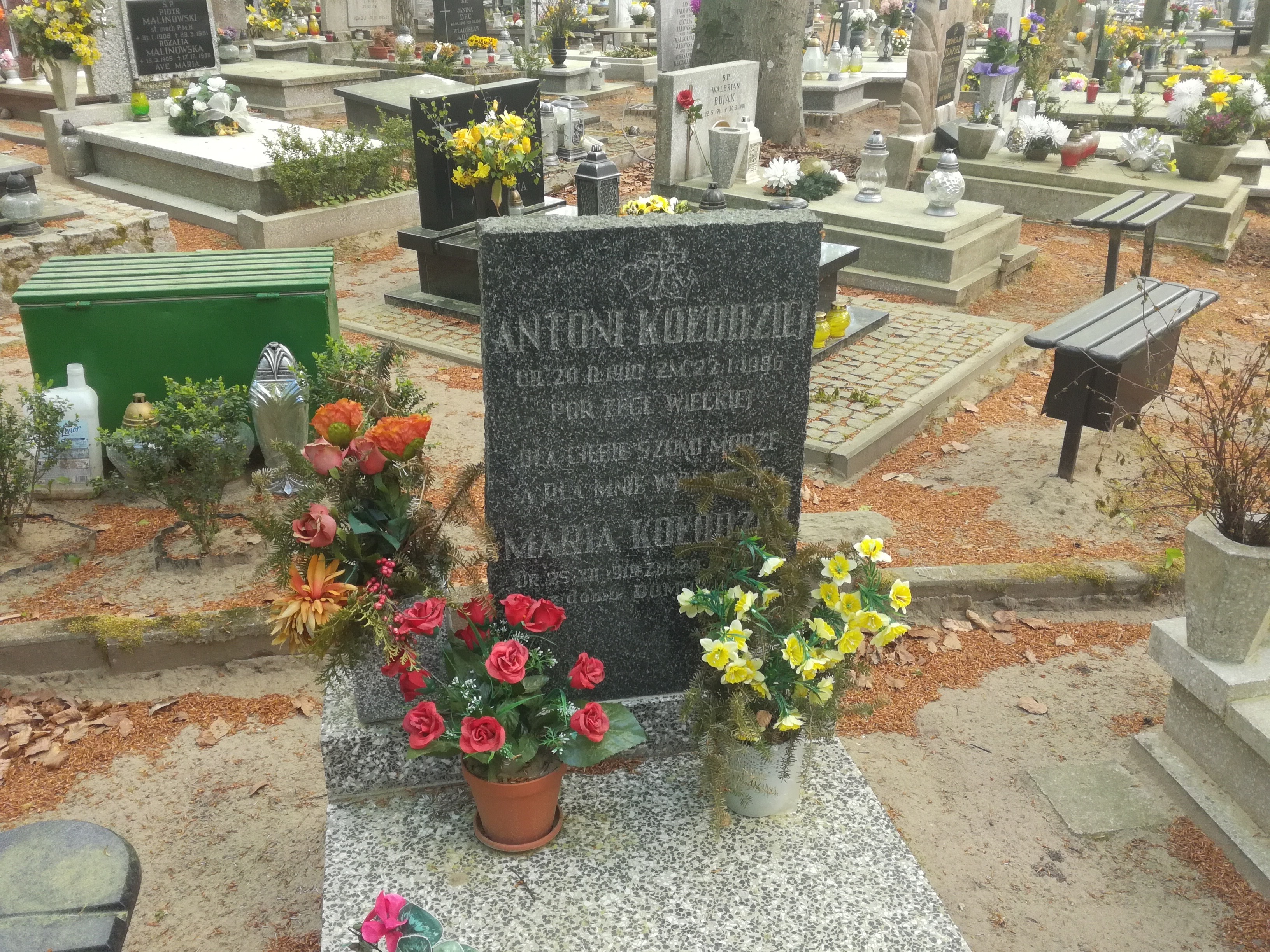
grób Antoniego Kołodzieja na cmentarzu Witomińskim

Antoni Kołodziej (ur. 23 lutego 1910 w Pabianicach, zm. 22 stycznia 1986 w Gdyni) – marynarz, działacz polityczny, poseł na Sejm Ustawodawczy 1947-1952.

## Życiorys
W latach 1931–1932 odbywał służbę wojskową w Łodzi, od 1934 r. pływał na morzu. W 1935 wstąpił do Związku Zawodowego Transportowców. Delegat związkowy załóg, kolporter prasy komunistycznej. Od 1943 sekretarz Centralnego Związku Morskiego. 28 czerwca 1945 został posłem do KRN, uczestnik prac Komisji Morskiej KRN, delegat na I Zjazd PPR w grudniu 1945. Od stycznia 1947 poseł na Sejm Ustawodawczy z okręgu Gdynia. Od 1950 zastępca kierownika Centralnej Rady Związków Zawodowych (CRZZ), od 1951 wicedyrektor departamentu w Ministerstwie Żeglugi. W 1968 r. przeszedł na rentę. Członek Stowarzyszenia Marynistów Polskich.
Odznaczony m.in. Orderem Sztandaru Pracy I klasy oraz Pamiątkowym Medalem z okazji 40 rocznicy powstania Krajowej Rady Narodowej (1983).
Autor m.in. wspomnień "Takie były początki" (Warszawa 1965) i relacji "PPR organizatorem ruchu zawodowego w latach okupacji" (Warszawa 1962).
Pochowany na cmentarzu Witomińskim w nowej alei zasłużonych (kwatera 26-40-19).